# نايجل سلاتر
نايجل سلاتر (بالإنجليزية: Nigel Slater) هو صحفي بريطاني، ولد في 9 أبريل 1958 في ولفرهامبتن في المملكة المتحدة.